# Cmentarz Holešovicki
Cmentarz Holešovicki (cz. Holešovický hřbitov) – cmentarz położony w stolicy Czech w dzielnicy Praga 7 (Holešovice) przy ulicy Strojnickiej 307.

## Historia
Cmentarz ma kształt regularnego trójkąta o powierzchni 0,88 ha, położony jest na zboczu pomiędzy parkiem Stromovka a wiaduktami kolei Buštěhradskiej. Na cmentarzu dopuszczalne są tylko pochówki urnowe. Wśród pochowanych znajdują się architekt Jan Zázvorka, piosenkarka jazzowa Eva Olmerová oraz założyciel domu handlowego „Brouk a Babka” Jaroslav Brouk.